# ألان غراف
ألان غراف (بالإنجليزية: Allan Graf)‏ هو مخرج وممثل أمريكي، ولد في 1949 بلوس أنجلوس في الولايات المتحدة.

## أعمال

### أفلام
- (2003) باك إن أكشن[6]

## وصلات خارجية
- ألان غراف على موقع IMDb (الإنجليزية)
- ألان غراف على موقع ألو سيني (الفرنسية)
- ألان غراف على موقع قاعدة بيانات الأفلام السويدية (السويدية)
- ألان غراف على موقع قاعدة بيانات الفيلم (الإنجليزية)
- ألان غراف على موقع كينوبويسك (الروسية)